# Барримор, Джорджиана
Джорджиана Ба́рримор (англ. Georgiana Barrymore; 11 июля 1856, Филадельфия — 2 июля 1893, Санта-Барбара) — американская комедийная актриса

 из семьи известных американских театральных деятелей Джона и Луизы Лейн Дрю.
Юная Джорджиана дебютировала с театральной компанией своей матери в 1872 году. В Нью-Йорке она встретила молодого актёра Мориса Барримора, за которого 31 декабря 1876 года вышла замуж. В их семье родились погодки Лайонел (1878) и Этель (1879), затем через три года — Джон (1882). Все трое пошли по стопам родителей, став известными актёрами. Среди продолжателей этой актёрской династии — современная американская актриса и кинорежиссёр Дрю Бэрримор, внучка Джона Бэрримора и правнучка Джорджианы.
Умерла Джорджиана от чахотки на 37-м году жизни 2 июля 1893 года в Санта-Барбаре (штат Калифорния). Она была похоронена на кладбище Маунт-Вернон в Филадельфии.